# الیزر شکدی
الیزر شکدی (انگلیسی: Eliezer Shkedi؛ زادهٔ ۱۶ اوت ۱۹۵۷) فرمانده نظامی بازنشسته و سیاست‌مدار اهل اسرائیل است، که در فاصله سال‌های ۲۰۰۴ تا ۲۰۰۸ فرمانده نیروی هوایی اسرائیل بود.